# The Head and the Heart
The Head and the Heart sono un gruppo folk/pop di Seattle. Formatosi nell'estate del 2009 da Josiah Johnson (cantante, chitarrista, percussionista) e Jonathan Russell (cantante, chitarrista, percussionista), la band inoltre include Charity Rose Thielen (violinista, cantante), Chris Zasche (bassista), Kenny Hensley (pianista), e Tyler Williams (batterista).
Il gruppo autopubblicava l'album di debutto The Head and the Heart nel giugno 2009, durante concerti, oralmente, e attraverso i negozi di dischi locali. Nei mesi successivi l'album vendette 10 000 copie. La loro musica si appoggia molto sul trio di armonie vocali, pianoforte e violino, melodie e tamburi di primo piano e percussioni. È stato l'album più venduto dell'anno 2010 per i Records indipendenti Sonic Boom. Una versione dell'album è stata pubblicata da Sub Pop Records il 16 aprile 2011.
La band ha attuato un intenso tour in Europa e negli USA negli anni 2010-2011. Nel marzo 2011, la Seattle City Arts Magazine li nomina la "Best New Band di Seattle" e la band compie il proprio debutto televisivo il 21 aprile 2011 su Conan (famoso programma americano televisivo).

## Discografia

### Album studio
- 2011 – The Head and the Heart
- 2013 – Let's Be Still
- 2016 – Signs of Light
- 2019 – Living Mirage
- 2020 – Living Mirage: The Complete Recordings
- 2022 – Every Shade of Blue
- 2025 - Aperture

### EP
- 2011 – iTunes Session
- 2022 – Stinson Beach Sessions

### Singoli
- 2011 – Lost in My Mind
- 2011 – Down in the Valley
- 2012 – Ghosts
- 2013 – Shake
- 2013 – Another Story
- 2014 – Let's Be Still
- 2016 – All We Ever Knew
- 2016 – Rhythm & Blues
- 2017 – City of Angels
- 2017 – Don't Dream It's Over
- 2019 – Missed Connection
- 2019 – Honeybee
- 2019 –See You Through My Eyes
- 2021 – Our House
- 2022 – Every Shade of Blue
- 2022 – Virginia (Wind in the Night)